# دهستان گاماسیاب (نهاوند)
دهستان گاماسیاب نام دهستانی در بخش مرکزی شهرستان نهاوند، استان همدان در ایران است. براساس سرشماری مرکز آمار ایران در سال ۱۳۸۵، جمعیت آن ۱۴۵۹۷ نفر (۳۸۳۴ خانوار) بوده‌است.